# Wojewodzin (osada w gminie Grajewo)
Wojewodzin – osada w Polsce położona w województwie podlaskim, w powiecie grajewskim, w gminie Grajewo.